# Spisovná čeština
Spisovná čeština je podoba českého jazyka, která je určena pro používání na oficiální úrovni.

## Historie
V období nejstarší vývojové fáze češtiny funkci spisovného jazyka zastávala latina a zčásti staroslověnština. První české písemné památky pocházejí z období od poloviny 12. do konce 13. století. Zpočátku se psala primitivním pravopisem, který používal písmena latinské abecedy bez jakékoliv úpravy a v mnoha případech byl zápis nejednoznačný nebo nejednotný. V židovských spisech se dochovaly i glosy psané česky hebrejským písmem. Během 13. století se začal nesoustavně objevovat i spřežkový pravopis, zpočátku rovněž nejednotný. Ve 14. století čeština pronikla do více žánrů, koncem 14. století vznikaly i úřední listiny psané česky. Začátkem 15. století byl ve spise připisovaném Janu Husovi navržen diakritický pravopis, ujímal se však jen pozvolna a používal se souběžně se spřežkovým. Po vynálezu knihtisku se v 16. století ustálil a ujal tzv. bratrský pravopis, souběžně s tím se objevovaly i první gramatické kodifikace. Koncem 16. století se standardem spisovné češtiny stala bibličtina, tj. jazyk Bible kralické, jejíž první části byl překlad Nového zákona od Jana Blahoslava. V pobělohorské době byla čeština postupně vytlačována z oblasti vědy, postupně i z větší části náročné literatury a nakonec i z oblasti administrativní, ve vyšším stylu vznikla díla jak v okruhu emigrantů a exulantů (např. J. A. Komenského), ta v domácím prostředí, zejména jezuitském. Vznikala obecná čeština a souběžně se na venkově prohlubovala diferenciace nářečí, zejména moravských a slezských. Ve městech pronikalo do češtiny množství germanismů. Objevují se i různé obrany jazyka českého, mezi něž lze řadit už předbělohorský Jazykový zákon z roku 1615, který sice nebyl uveden do praxe, ale odvolávala se na něj řada obran v 17. a 18. století. Snahy Josefa II. o zavedení němčiny jako nereálné, naopak příliv venkovského obyvatelstva do měst v nich posílil roli češtiny. Lidová venkovská čeština však byla osvícenské inteligenci cizí, a proto se východiskem pro novou kodifikaci spisovné češtiny stal literární jazyk konce 16. století a díla Komenského. Z různých pokusů o kodifikaci češtiny byla nakonec obecněji přijímána až gramatika Josefa Dobrovského z roku 1809, v druhém vydání 1819, s analogickou opravou pravopisu. V té době se objevovaly snahy puristů o očištění češtiny od skutečných a domnělých germanismů, Josef Jungmann vytvořil ve 30. letech 19. století rozsáhlý Slovník česko-německý a čeští vědci vytvořili odborné české názvosloví. Roku 1843 Pavel Josef Šafařík zavedl tzv. opravu skladnou. Pravopis se postupně zbavoval přežitků bratrského pravopisu, v tisku byla fraktura nahrazena antikvou a změnil se způsob psaní některých hlásek či hláskových skupin, čímž se pravopis velmi přibližil dnešnímu. Interpunkce podle německého vzoru přešla z pauzového principu na syntaktický. Umělecká literatura se ve snaze o vyšší styl uchylovala více k archaismům a nenásledovala příliš přirozený vývoj mluveného jazyka. 
Od 40. let 19. století spisovná čeština přestala být výsadou úzké vrstvy inteligence a rozvíjející se publicistika a umělecká tvorba ji přibližuje zejména v syntaxi živému jazyku. První Pravidla českého pravopisu, která vydal Josef Gebauer roku 1902, se v přehledu morfologie v případě dublet přikláněla ke starším tvarům, během 20. století do spisovného jazyka postupně pronikaly prvky živého mluveného jazyka a obecné češtiny. Postupně byl počešťován pravopis cizích slov s přihlédnutím k fonetické stránce. Zejména po druhé světové válce se urychlilo stírání rozdílů mezi nářečími. Poslední větší reforma pravidel pravopisu v roce 1993 se ve větší míře dotkla jen některých specifických jevů. Vývoj gramatiky a slovní zásoby podléhá přirozené dynamice jazyka a politickým a společenským vlivům, kodifikace spisovného jazyka je spíše jen sleduje a s nějakým zpožděním reflektuje. 

## Obecně
Podoba spisovné češtiny je dána soustavou pravidel, která určují psanou i mluvenou podobu jazyka. Tato pravidla především určují:
- spisovnou slovní zásobu,
- správnou výslovnost,
- správné tvoření slov,
- ohýbání slov, např. koncovkami,
- přiměřený způsob vyjadřování v určitých situacích.

Dodržování těchto pravidel je v určité komunikaci závazné – je vyžadováno ve školství, ve státní správě, vnitřními pravidly firem apod.
Spisovná čeština je kodifikována v publikacích vydávaných Ústavem pro jazyk český AV ČR, zejména v Pravidlech českého pravopisu, Slovníku spisovného jazyka českého (1. vydání v 60. letech, 2. vydání v roce 1989, asi 192 000 hesel), Slovníku spisovné češtiny (asi 50 000 hesel), Akademickém slovníku cizích slov (asi 100 000 významů) aj.
Největší existující český výkladový slovník, Příruční slovník jazyka českého, vydávaný v letech 1935–1957 (asi 250 000 hesel v 9 svazcích), je již vnímán jako poněkud zastarávající.
Periodikem, kde probíhají seriózní diskuse o jazyce a jeho spisovné podobě, je Naše řeč, jeden z časopisů vydávaných ÚJČ.

## Normativní příručky
- Pravidla českého pravopisu
- slovníky
  - Slovník spisovného jazyka českého
  - Slovník spisovné češtiny

## Jiné útvary jazyka
Mimo spisovnou češtinu se využívají i jiné útvary českého jazyka
- nářečí
- profesní mluva
- slang
- argot